# Prisutstvie
Prisutstvie (Присутствие) è un film del 1992 diretto da Andrej Dobrovol'skij.

## Trama
Il film racconta di un uomo solo che ha solo ricordi della sua amata donna, che non possono essere restituiti.